# Kazimierz Adach
Kazimierz Piotr Adach (ur. 9 maja 1957 w Ustce) – polski bokser, medalista olimpijski.
Walczył w wadze lekkiej (do 60 kg). Zdobył brązowy medal podczas Igrzysk Olimpijskich w Moskwie 1980. Startował także w Mistrzostwach Europy w Tampere 1981 oraz w Mistrzostwach Świata w Monachium 1982, ale bez powodzenia.
Trzykrotnie był mistrzem Polski (1982, 1983, 1984), trzy razy także wicemistrzem (1979, 1980, 1981), a dwa razy zdobywał brązowe medale (1976 i 1977). 10 razy wystąpił w reprezentacji Polski (4 zwycięstwa i 6 porażek). W 1982 i 1983 zwyciężył w Turnieju im. Feliksa Stamma.
Stoczył 309 walk, 275 wygrał, 6 zremisował i 28 przegrał.
Był zawodnikiem Czarnych Słupsk w latach 1972–1986. Po zakończeniu kariery był trenerem Czarnych, a potem (2001) został prezesem klubu bokserskiego SKB Czarni Słupsk.